# James Hannington
James Hannington, född 1847, död 1885, var en engelsk missionsbiskop.  
Hannington, som tillhörde en rik köpmanssläkt, blev 1873 prästvigd och utbytte 1882 sin verksamhet i en engelsk landsförsamling mot missionsarbetet i Afrika. 1885 vigd till biskop över östra Ekvatorial-Afrika, verkade han en tid energiskt vid kusten och drog sedan oförskräckt in i Ugandakonungen Mwangas rike, därvid brytande en ny väg från kusten genom Masailandet till Victoria Nyanza. 
I Uganda blev Hannington på Mwangas befallning fängslad och dräptes med spjut efter tio dagars pinsam fångenskap. Profetiska blev hans sista ord till bödlarna: "Gå och säg Mwanga, att jag köpt vägen till Uganda med mitt blod!" Hanningtons död påskyndade kraftigt de engelska strävandena att vinna Uganda för civilisationen. Jämför biografi av E.C. Dawson (1887) och Hanningtons Last journals (1888).